# Norah Jones/Auszeichnungen für Musikverkäufe

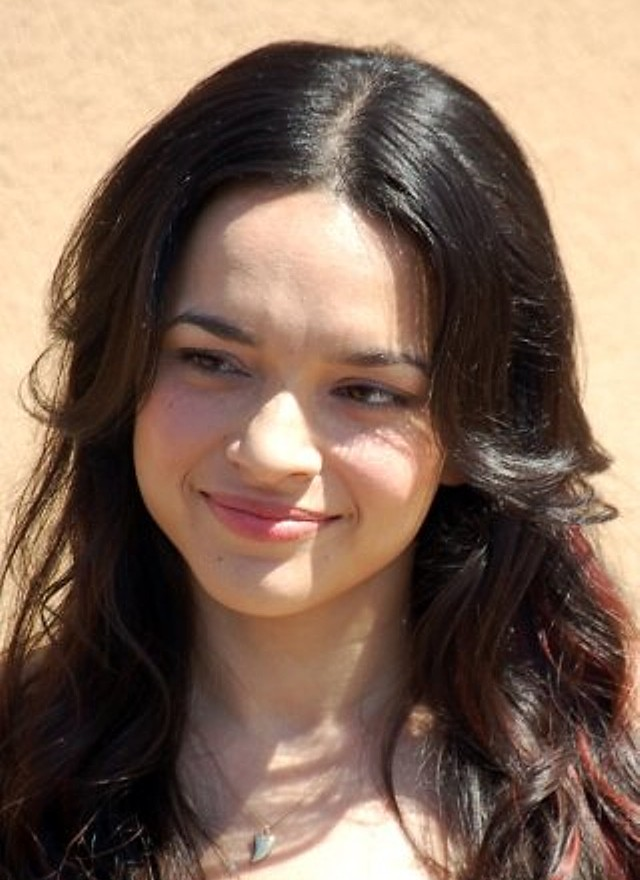
Norah Jones (2007)

Dies ist eine Übersicht über die Auszeichnungen für Musikverkäufe der US-amerikanischen Soul- und Jazz-Sängerin Norah Jones. Die Auszeichnungen finden sich nach ihrer Art (Gold, Platin usw.), nach Staaten getrennt in chronologischer Reihenfolge, geordnet sowie nach den Tonträgern selbst, ebenfalls in chronologischer Reihenfolge, getrennt nach Medium (Alben, Singles usw.), wieder.

## Auszeichnungen
| - Vereinigtes Königreich - 2021: für die Single Turn Me On - 2022: für die Single Sunrise - Australien - 2010: für das Album The Fall - Belgien - 2012: für das Album Little Broken Hearts - Brasilien - 2003: für das Videoalbum Live in New Orleans - 2005: für das Album Feels Like Home - 2007: für das Album Not Too Late - 2024: für die Single Carry On - 2024: für das Album Autumn Jones - Dänemark - 2007: für das Album Not Too Late - 2010: für das Album The Fall - 2022: für die Single Sunrise - 2024: für die Single Turn Me On - Deutschland - 2004: für das Videoalbum Live in New Orleans - 2010: für das Album The Fall - 2023: für die Single Sunrise - 2023: für das Album I Dream of Christmas - Finnland - 2005: für das Album Feels Like Home - Frankreich - 2004: für das Videoalbum Live in 2004 - 2012: für das Album Little Broken Hearts - 2016: für das Album Day Breaks - Griechenland - 2004: für das Album Come Away with Me - 2006: für das Album Feels Like Home - Irland - 2007: für das Album Not Too Late - Italien - 2013: für das Album The Fall - 2018: für die Single Come Away with Me - 2021: für das Album Feels Like Home - Japan - 2007: für das Album Not Too Late - 2010: für das Album The Fall - Kanada - 2011: für das Album … Featuring - 2012: für das Album Little Broken Hearts - Mexiko - 2004: für das Album Feels Like Home - Neuseeland - 2007: für das Album Not Too Late - 2010: für das Album The Fall - 2017: für das Album Day Breaks - Niederlande - 2005: für das Videoalbum Live in New Orleans - Österreich - 2007: für das Videoalbum Live in 2004 - 2009: für das Album The Fall - Polen - 2013: für das Album … Featuring - Portugal - 2004: für das Album Feels Like Home - 2007: für das Album Not Too Late - Russland - 2003: für das Album Come Away with Me - 2007: für das Album Not Too Late - Schweden - 2007: für das Album Not Too Late - Spanien - 2007: für das Album Not Too Late - 2024: für die Single Sunrise - 2024: für die Single Turn Me On - Ungarn - 2007: für das Album Not Too Late - 2010: für das Album The Fall - Vereinigte Staaten - 2019: für die Single Here We Go Again - 2021: für das Album Little Broken Hearts - Vereinigtes Königreich - 2010: für das Album The Fall - 2013: für das Album Not Too Late - 2013: für das Videoalbum Live in New Orleans - 2022: für die Single Come Away with Me - 2023: für die Single Don’t Know Why | - Argentinien - 2003: für das Videoalbum Live in New Orleans - 2004: für das Videoalbum Live in 2004 - 2004: für das Album Feels Like Home - 2007: für das Album Not Too Late - 2009: für das Album The Fall - Australien - 2007: für das Album Not Too Late - 2016: für die Single Don’t Know Why - Belgien - 2010: für das Album The Fall - Brasilien - 2003: für das Album Come Away with Me - Dänemark - 2023: für die Single Don’t Know Why - 2023: für die Single Come Away with Me - Deutschland - 2007: für das Album Not Too Late - Europa - 2007: für das Album Not Too Late - Frankreich - 2007: für das Album Not Too Late - 2009: für das Album The Fall - Italien - 2018: für die Single Sunrise - 2021: für die Single Don’t Know Why - 2022: für das Album Come Away with Me - Japan - 2004: für das Album Feels Like Home - Kanada - 2009: für das Album The Fall - Neuseeland - 2021: für die Single Come Away with Me - Niederlande - 2004: für das Album Feels Like Home - Österreich - 2020: für das Album Day Breaks - Polen - 2007: für das Album Not Too Late - 2010: für das Album The Fall - 2018: für das Album Day Breaks - Schweden - 2003: für das Album Come Away with Me - 2004: für das Album Feels Like Home - Schweiz - 2010: für das Album The Fall - Spanien - 2003: für das Album Come Away with Me - 2006: für das Album Feels Like Home - 2024: für die Single Don’t Know Why - 2024: für die Single Come Away with Me - Türkei - 2008: für das Album Not Too Late - Vereinigte Staaten - 2010: für das Album The Fall - 2024: für die Single Sunrise - 2024: für die Single Turn Me On - Argentinien - 2005: für das Album Come Away with Me - Australien - 2003: für das Videoalbum Live in New Orleans - Belgien - 2004: für das Album Come Away with Me - 2006: für das Album Feels Like Home - 2007: für das Album Not Too Late - Frankreich - 2004: für das Album Feels Like Home - 2007: für das Videoalbum Live in New Orleans - Japan - 2003: für das Album Come Away with Me - Kanada - 2007: für das Album Not Too Late - Neuseeland - 2024: für die Single Don’t Know Why - Niederlande - 2003: für das Album Come Away with Me - Österreich - 2004: für das Album Come Away with Me - 2007: für das Album Not Too Late - Polen - 2005: für das Album Come Away with Me - Portugal - 2004: für das Album Come Away with Me - Schweiz - 2007: für das Album Not Too Late - Vereinigte Staaten - 2003: für das Videoalbum Live in New Orleans - 2007: für das Album Not Too Late - 2021: für die Single Come Away with Me | - Deutschland - 2004: für das Album Come Away with Me - Australien - 2004: für das Album Feels Like Home - Deutschland - 2006: für das Album Feels Like Home - Irland - 2005: für das Album Feels Like Home - Kanada - 2003: für das Videoalbum Live in New Orleans - Österreich - 2004: für das Album Feels Like Home - Schweiz - 2004: für das Album Come Away with Me - 2004: für das Album Feels Like Home - Vereinigte Staaten - 2024: für die Single Don’t Know Why - Europa - 2010: für das Album Feels Like Home - Kanada - 2005: für das Album Feels Like Home - Neuseeland - 2004: für das Album Feels Like Home - Vereinigte Staaten - 2004: für das Album Feels Like Home - Vereinigtes Königreich - 2021: für das Album Feels Like Home - Dänemark - 2019: für das Album Feels Like Home - Europa - 2008: für das Album Come Away with Me - Vereinigtes Königreich - 2007: für das Album Come Away with Me - Australien - 2012: für das Album Come Away with Me - Dänemark - 2021: für das Album Come Away with Me - Neuseeland - 2006: für das Album Come Away with Me - Vereinigte Staaten - 2021: für das Album Come Away with Me - Frankreich - 2003: für das Album Come Away with Me - Kanada - 2007: für das Album Come Away with Me - Polen - 2022: für das Album Feels Like Home |

## Auszeichnungen nach Alben

### Come Away with Me
| Land/Region                  | Auszeichnungen für Musikverkäufe (Land/Region, Auszeichnung, Verkäufe) | Verkäufe    |
| ---------------------------- | ---------------------------------------------------------------------- | ----------- |
| Argentinien (CAPIF)          | 2× Platin                                                              | 80.000      |
| Australien (ARIA)            | 11× Platin                                                             | 800.000     |
| Belgien (BRMA)               | 2× Platin                                                              | (100.000)   |
| Brasilien (PMB)              | Platin                                                                 | 125.000     |
| Dänemark (IFPI)              | 11× Platin                                                             | (220.000)   |
| Deutschland (BVMI)           | 5× Gold                                                                | (750.000)   |
| Europa (IFPI)                | 7× Platin                                                              | 7.000.000   |
| Frankreich (SNEP)            | Diamant                                                                | (1.000.000) |
| Griechenland (IFPI)          | Gold                                                                   | (10.000)    |
| Italien (FIMI)               | Platin                                                                 | (50.000)    |
| Japan (RIAJ)                 | 2× Platin                                                              | 500.000     |
| Kanada (MC)                  | Diamant                                                                | 1.000.000   |
| Neuseeland (RMNZ)            | 12× Platin                                                             | 180.000     |
| Niederlande (NVPI)           | 2× Platin                                                              | (160.000)   |
| Österreich (IFPI)            | 2× Platin                                                              | (80.000)    |
| Polen (ZPAV)                 | 2× Platin                                                              | (80.000)    |
| Portugal (AFP)               | 2× Platin                                                              | (80.000)    |
| Russland (NFPF)              | Gold                                                                   | (10.000)    |
| Schweden (IFPI)              | Platin                                                                 | (60.000)    |
| Schweiz (IFPI)               | 3× Platin                                                              | (120.000)   |
| Spanien (Promusicae)         | Platin                                                                 | (100.000)   |
| Vereinigte Staaten (RIAA)    | 12× Platin                                                             | 12.000.000  |
| Vereinigtes Königreich (BPI) | 8× Platin                                                              | (2.600.000) |
| Insgesamt                    | 3× Gold · 74× Platin · 3× Diamant ·                                    | 21.675.000  |

### Feels Like Home
| Land/Region                  | Auszeichnungen für Musikverkäufe (Land/Region, Auszeichnung, Verkäufe) | Verkäufe    |
| ---------------------------- | ---------------------------------------------------------------------- | ----------- |
| Argentinien (CAPIF)          | Platin                                                                 | 40.000      |
| Australien (ARIA)            | 3× Platin                                                              | 210.000     |
| Belgien (BRMA)               | 2× Platin                                                              | (100.000)   |
| Brasilien (PMB)              | Gold                                                                   | 50.000      |
| Dänemark (IFPI)              | 6× Platin                                                              | (120.000)   |
| Deutschland (BVMI)           | 3× Platin                                                              | (600.000)   |
| Europa (IFPI)                | 4× Platin                                                              | 4.000.000   |
| Finnland (IFPI)              | Gold                                                                   | (16.604)    |
| Frankreich (SNEP)            | 2× Platin                                                              | (600.000)   |
| Griechenland (IFPI)          | Gold                                                                   | (10.000)    |
| Irland (IRMA)                | 3× Platin                                                              | (45.000)    |
| Italien (FIMI)               | Gold                                                                   | (25.000)    |
| Japan (RIAJ)                 | Platin                                                                 | 250.000     |
| Kanada (MC)                  | 4× Platin                                                              | 400.000     |
| Mexiko (AMPROFON)            | Gold                                                                   | 50.000      |
| Neuseeland (RMNZ)            | 4× Platin                                                              | 60.000      |
| Niederlande (NVPI)           | Platin                                                                 | (80.000)    |
| Österreich (IFPI)            | 3× Platin                                                              | (90.000)    |
| Polen (ZPAV)                 | Diamant                                                                | (100.000)   |
| Portugal (AFP)               | Gold                                                                   | (20.000)    |
| Schweden (IFPI)              | Platin                                                                 | (60.000)    |
| Schweiz (IFPI)               | 3× Platin                                                              | (120.000)   |
| Spanien (Promusicae)         | Platin                                                                 | (100.000)   |
| Vereinigte Staaten (RIAA)    | 4× Platin                                                              | 4.000.000   |
| Vereinigtes Königreich (BPI) | 4× Platin                                                              | (1.200.000) |
| Insgesamt                    | 6× Gold · 49× Platin · 1× Diamant ·                                    | 9.060.000   |

### Not Too Late
| Land/Region                  | Auszeichnungen für Musikverkäufe (Land/Region, Auszeichnung, Verkäufe) | Verkäufe  |
| ---------------------------- | ---------------------------------------------------------------------- | --------- |
| Argentinien (CAPIF)          | Platin                                                                 | 40.000    |
| Australien (ARIA)            | Platin                                                                 | 70.000    |
| Belgien (BRMA)               | 2× Platin                                                              | (60.000)  |
| Brasilien (PMB)              | Gold                                                                   | 30.000    |
| Dänemark (IFPI)              | Gold                                                                   | (20.000)  |
| Deutschland (BVMI)           | Platin                                                                 | (200.000) |
| Europa (IFPI)                | Platin                                                                 | 1.000.000 |
| Finnland (IFPI)              | —                                                                      | (12.687)  |
| Frankreich (SNEP)            | Platin                                                                 | (200.000) |
| Irland (IRMA)                | Gold                                                                   | (7.500)   |
| Japan (RIAJ)                 | Gold                                                                   | 100.000   |
| Kanada (MC)                  | 2× Platin                                                              | 200.000   |
| Neuseeland (RMNZ)            | Gold                                                                   | 7.500     |
| Österreich (IFPI)            | 2× Platin                                                              | (40.000)  |
| Polen (ZPAV)                 | Platin                                                                 | (20.000)  |
| Portugal (AFP)               | Gold                                                                   | (10.000)  |
| Russland (NFPF)              | Gold                                                                   | (10.000)  |
| Schweden (IFPI)              | Gold                                                                   | (20.000)  |
| Schweiz (IFPI)               | 2× Platin                                                              | (60.000)  |
| Spanien (Promusicae)         | Gold                                                                   | (40.000)  |
| Türkei (Mü-YAP)              | Platin                                                                 | (10.000)  |
| Ungarn (MAHASZ)              | Gold                                                                   | (3.000)   |
| Vereinigte Staaten (RIAA)    | 2× Platin                                                              | 2.000.000 |
| Vereinigtes Königreich (BPI) | Gold                                                                   | (100.000) |
| Insgesamt                    | 11× Gold · 17× Platin ·                                                | 3.437.500 |

### The Fall
| Land/Region                  | Auszeichnungen für Musikverkäufe (Land/Region, Auszeichnung, Verkäufe) | Verkäufe  |
| ---------------------------- | ---------------------------------------------------------------------- | --------- |
| Argentinien (CAPIF)          | Platin                                                                 | 40.000    |
| Australien (ARIA)            | Gold                                                                   | 35.000    |
| Belgien (BRMA)               | Platin                                                                 | 30.000    |
| Dänemark (IFPI)              | Gold                                                                   | 15.000    |
| Deutschland (BVMI)           | Gold                                                                   | 100.000   |
| Frankreich (SNEP)            | Platin                                                                 | 100.000   |
| Italien (FIMI)               | Gold                                                                   | 30.000    |
| Japan (RIAJ)                 | Gold                                                                   | 100.000   |
| Kanada (MC)                  | Platin                                                                 | 80.000    |
| Neuseeland (RMNZ)            | Gold                                                                   | 7.500     |
| Österreich (IFPI)            | Gold                                                                   | 10.000    |
| Polen (ZPAV)                 | Platin                                                                 | 20.000    |
| Schweiz (IFPI)               | Platin                                                                 | 30.000    |
| Ungarn (MAHASZ)              | Gold                                                                   | 3.000     |
| Vereinigte Staaten (RIAA)    | Platin                                                                 | 1.000.000 |
| Vereinigtes Königreich (BPI) | Gold                                                                   | 100.000   |
| Insgesamt                    | 8× Gold · 8× Platin ·                                                  | 1.700.500 |

### … Featuring
| Land/Region  | Auszeichnungen für Musikverkäufe (Land/Region, Auszeichnung, Verkäufe) | Verkäufe |
| ------------ | ---------------------------------------------------------------------- | -------- |
| Kanada (MC)  | Gold                                                                   | 40.000   |
| Polen (ZPAV) | Gold                                                                   | 10.000   |
| Insgesamt    | 2× Gold ·                                                              | 50.000   |

### Little Broken Hearts
| Land/Region               | Auszeichnungen für Musikverkäufe (Land/Region, Auszeichnung, Verkäufe) | Verkäufe |
| ------------------------- | ---------------------------------------------------------------------- | -------- |
| Belgien (BRMA)            | Gold                                                                   | 15.000   |
| Frankreich (SNEP)         | Gold                                                                   | 50.000   |
| Kanada (MC)               | Gold                                                                   | 40.000   |
| Vereinigte Staaten (RIAA) | Gold                                                                   | 500.000  |
| Insgesamt                 | 4× Gold ·                                                              | 605.000  |

### Day Breaks
| Land/Region       | Auszeichnungen für Musikverkäufe (Land/Region, Auszeichnung, Verkäufe) | Verkäufe |
| ----------------- | ---------------------------------------------------------------------- | -------- |
| Frankreich (SNEP) | Gold                                                                   | 50.000   |
| Neuseeland (RMNZ) | Gold                                                                   | 7.500    |
| Österreich (IFPI) | Platin                                                                 | 15.000   |
| Polen (ZPAV)      | Platin                                                                 | 20.000   |
| Insgesamt         | 2× Gold · 2× Platin ·                                                  | 92.500   |

### I Dream of Christmas
| Land/Region        | Auszeichnungen für Musikverkäufe (Land/Region, Auszeichnung, Verkäufe) | Verkäufe |
| ------------------ | ---------------------------------------------------------------------- | -------- |
| Deutschland (BVMI) | Gold                                                                   | 10.000   |
| Insgesamt          | 1× Gold ·                                                              | 10.000   |

### Autumn Jones
| Land/Region     | Auszeichnungen für Musikverkäufe (Land/Region, Auszeichnung, Verkäufe) | Verkäufe |
| --------------- | ---------------------------------------------------------------------- | -------- |
| Brasilien (PMB) | Gold                                                                   | 20.000   |
| Insgesamt       | 1× Gold ·                                                              | 20.000   |

## Auszeichnungen nach Singles

### Come Away with Me
| Land/Region                  | Auszeichnungen für Musikverkäufe (Land/Region, Auszeichnung, Verkäufe) | Verkäufe  |
| ---------------------------- | ---------------------------------------------------------------------- | --------- |
| Dänemark (IFPI)              | Platin                                                                 | 90.000    |
| Italien (FIMI)               | Gold                                                                   | 25.000    |
| Neuseeland (RMNZ)            | Platin                                                                 | 30.000    |
| Spanien (Promusicae)         | Platin                                                                 | 60.000    |
| Vereinigte Staaten (RIAA)    | 2× Platin                                                              | 2.000.000 |
| Vereinigtes Königreich (BPI) | Gold                                                                   | 400.000   |
| Insgesamt                    | 2× Gold · 5× Platin ·                                                  | 2.605.000 |

### Don’t Know Why
| Land/Region                  | Auszeichnungen für Musikverkäufe (Land/Region, Auszeichnung, Verkäufe) | Verkäufe  |
| ---------------------------- | ---------------------------------------------------------------------- | --------- |
| Australien (ARIA)            | Platin                                                                 | 70.000    |
| Dänemark (IFPI)              | Platin                                                                 | 90.000    |
| Italien (FIMI)               | Platin                                                                 | 70.000    |
| Neuseeland (RMNZ)            | 2× Platin                                                              | 60.000    |
| Spanien (Promusicae)         | Platin                                                                 | 60.000    |
| Südkorea (KMCA)              | —                                                                      | 68.774    |
| Vereinigte Staaten (RIAA)    | 3× Platin                                                              | 3.000.000 |
| Vereinigtes Königreich (BPI) | Gold                                                                   | 400.000   |
| Insgesamt                    | 1× Gold · 9× Platin ·                                                  | 3.838.774 |

### Turn Me On
| Land/Region                  | Auszeichnungen für Musikverkäufe (Land/Region, Auszeichnung, Verkäufe) | Verkäufe  |
| ---------------------------- | ---------------------------------------------------------------------- | --------- |
| Dänemark (IFPI)              | Gold                                                                   | 45.000    |
| Spanien (Promusicae)         | Gold                                                                   | 30.000    |
| Vereinigte Staaten (RIAA)    | Platin                                                                 | 1.000.000 |
| Vereinigtes Königreich (BPI) | Silber                                                                 | 200.000   |
| Insgesamt                    | 1× Silber · 2× Gold · 1× Platin ·                                      | 1.275.000 |

### Sunrise
| Land/Region                  | Auszeichnungen für Musikverkäufe (Land/Region, Auszeichnung, Verkäufe) | Verkäufe  |
| ---------------------------- | ---------------------------------------------------------------------- | --------- |
| Dänemark (IFPI)              | Gold                                                                   | 45.000    |
| Deutschland (BVMI)           | Gold                                                                   | 150.000   |
| Italien (FIMI)               | Platin                                                                 | 50.000    |
| Spanien (Promusicae)         | Gold                                                                   | 30.000    |
| Vereinigte Staaten (RIAA)    | Platin                                                                 | 1.000.000 |
| Vereinigtes Königreich (BPI) | Silber                                                                 | 200.000   |
| Insgesamt                    | 1× Silber · 3× Gold · 2× Platin ·                                      | 1.475.000 |

### Here We Go Again
| Land/Region               | Auszeichnungen für Musikverkäufe (Land/Region, Auszeichnung, Verkäufe) | Verkäufe |
| ------------------------- | ---------------------------------------------------------------------- | -------- |
| Vereinigte Staaten (RIAA) | Gold                                                                   | 500.000  |
| Insgesamt                 | 1× Gold ·                                                              | 500.000  |

### Carry On
| Land/Region     | Auszeichnungen für Musikverkäufe (Land/Region, Auszeichnung, Verkäufe) | Verkäufe |
| --------------- | ---------------------------------------------------------------------- | -------- |
| Brasilien (PMB) | Gold                                                                   | 30.000   |
| Insgesamt       | 1× Gold ·                                                              | 30.000   |

## Auszeichnungen nach Videoalben

### Live in New Orleans
| Land/Region                  | Auszeichnungen für Musikverkäufe (Land/Region, Auszeichnung, Verkäufe) | Verkäufe |
| ---------------------------- | ---------------------------------------------------------------------- | -------- |
| Argentinien (CAPIF)          | Platin                                                                 | 8.000    |
| Australien (ARIA)            | 2× Platin                                                              | 30.000   |
| Brasilien (PMB)              | Gold                                                                   | 25.000   |
| Deutschland (BVMI)           | Gold                                                                   | 25.000   |
| Frankreich (SNEP)            | 2× Platin                                                              | 40.000   |
| Kanada (MC)                  | 3× Platin                                                              | 30.000   |
| Niederlande (NVPI)           | Gold                                                                   | 40.000   |
| Vereinigte Staaten (RIAA)    | 2× Platin                                                              | 200.000  |
| Vereinigtes Königreich (BPI) | Gold                                                                   | 25.000   |
| Insgesamt                    | 4× Gold · 9× Platin ·                                                  | 413.000  |

### Live in 2004
| Land/Region         | Auszeichnungen für Musikverkäufe (Land/Region, Auszeichnung, Verkäufe) | Verkäufe |
| ------------------- | ---------------------------------------------------------------------- | -------- |
| Argentinien (CAPIF) | Platin                                                                 | 8.000    |
| Frankreich (SNEP)   | Gold                                                                   | 10.000   |
| Österreich (IFPI)   | Gold                                                                   | 5.000    |
| Insgesamt           | 2× Gold · 1× Platin ·                                                  | 23.000   |

## Statistik und Quellen
| Land/RegionAuszeichnungen für Musikverkäufe (Land/Region, Auszeichnungen, Verkäufe, Quellen) | Silber     | Gold       | Platin         | Diamant     | Verkäufe   | Quellen                                                   |
| -------------------------------------------------------------------------------------------- | ---------- | ---------- | -------------- | ----------- | ---------- | --------------------------------------------------------- |
| Argentinien (CAPIF)                                                                          | —          | —          | 7× Platin7     | —           | 216.000    | capif.org.ar AR2                                          |
| Australien (ARIA)                                                                            | —          | Gold1      | 18× Platin18   | —           | 1.215.000  | aria.com.au                                               |
| Belgien (BRMA)                                                                               | —          | Gold1      | 7× Platin7     | —           | 305.000    | ultratop.be                                               |
| Brasilien (PMB)                                                                              | —          | 6× Gold6   | Platin1        | —           | 325.000    | pro-musicabr.org.br                                       |
| Dänemark (IFPI)                                                                              | —          | 3× Gold3   | 19× Platin19   | —           | 600.000    | ifpi.dk                                                   |
| Deutschland (BVMI)                                                                           | —          | 5× Gold5   | 6× Platin6     | —           | 1.835.000  | musikindustrie.de                                         |
| Europa (IFPI)                                                                                | —          | —          | 12× Platin12   | —           | 12.000.000 | ifpi.org (Memento vom 1. Januar 2014 im Internet Archive) |
| Finnland (IFPI)                                                                              | —          | Gold1      | —              | —           | 29.291     | ifpi.fi                                                   |
| Frankreich (SNEP)                                                                            | —          | 3× Gold3   | 6× Platin6     | Diamant1    | 2.050.000  | infodisc.fr snepmusique.com                               |
| Griechenland (IFPI)                                                                          | —          | 2× Gold2   | —              | —           | 20.000     | Einzelnachweise                                           |
| Irland (IRMA)                                                                                | —          | Gold1      | 3× Platin3     | —           | 52.500     | irishcharts.ie                                            |
| Italien (FIMI)                                                                               | —          | 3× Gold3   | 3× Platin3     | —           | 270.000    | fimi.it                                                   |
| Japan (RIAJ)                                                                                 | —          | 2× Gold2   | 3× Platin3     | —           | 950.000    | riaj.or.jp                                                |
| Kanada (MC)                                                                                  | —          | 2× Gold2   | 10× Platin10   | Diamant1    | 1.790.000  | musiccanada.com                                           |
| Mexiko (AMPROFON)                                                                            | —          | Gold1      | —              | —           | 50.000     | amprofon.com.mx                                           |
| Neuseeland (RMNZ)                                                                            | —          | 3× Gold3   | 19× Platin19   | —           | 352.500    | aotearoamusiccharts.co.nz NZ2 NZ3                         |
| Niederlande (NVPI)                                                                           | —          | Gold1      | 3× Platin3     | —           | 280.000    | nvpi.nl                                                   |
| Österreich (IFPI)                                                                            | —          | 2× Gold2   | 8× Platin8     | —           | 240.000    | ifpi.at                                                   |
| Polen (ZPAV)                                                                                 | —          | Gold1      | 5× Platin5     | Diamant1    | 240.000    | olis.pl                                                   |
| Portugal (AFP)                                                                               | —          | 2× Gold2   | 2× Platin2     | —           | 130.000    | Einzelnachweise                                           |
| Russland (NFPF)                                                                              | —          | 2× Gold2   | —              | —           | 20.000     | 2m-online.ru                                              |
| Schweden (IFPI)                                                                              | —          | Gold1      | 2× Platin2     | —           | 140.000    | sverigetopplistan.se                                      |
| Schweiz (IFPI)                                                                               | —          | —          | 9× Platin9     | —           | 330.000    | hitparade.ch                                              |
| Spanien (Promusicae)                                                                         | —          | 3× Gold3   | 4× Platin4     | —           | 420.000    | elportaldemusica.es                                       |
| Südkorea (KMCA)                                                                              | —          | —          | —              | —           | 68.774     | Einzelnachweise                                           |
| Türkei (Mü-YAP)                                                                              | —          | —          | Platin1        | —           | 10.000     | mu-yap.org                                                |
| Ungarn (MAHASZ)                                                                              | —          | 2× Gold2   | —              | —           | 6.000      | slagerlistak.hu                                           |
| Vereinigte Staaten (RIAA)                                                                    | —          | 2× Gold2   | 18× Platin18   | Diamant1    | 27.200.000 | riaa.com                                                  |
| Vereinigtes Königreich (BPI)                                                                 | 2× Silber2 | 5× Gold5   | 12× Platin12   | —           | 5.225.000  | bpi.co.uk                                                 |
| Insgesamt                                                                                    | 2× Silber2 | 55× Gold55 | 178× Platin178 | 4× Diamant4 |            |                                                           |